# Onychostoma alticorpus
Onychostoma alticorpus là một loài cá vây tia thuộc chi Cá sỉnh của họ Cyprinidae. Loài này chỉ có ở Đài Loan.

## Đặc điểm
Chiều dài phổ biến khoảng 25 cm, tối đa 50 cm. Đầu ngắn và đỉnh đầu lồi; mõm ngắn hình nón; mắt nhỏ và không gian liên hốc mắt rộng. Vây lưng không gai, bắt đầu từ chỗ gần với mõm hơn và đối, trước nơi bắt đầu vây bụng; gốc vây hậu môn ngắn với rìa ngoài bị cắt ngắn. Môi trường sống: Nổi và đáy, ở độ sâu từ 0 tới 10 m, trong các con suối chảy nhanh.